# Trisomia

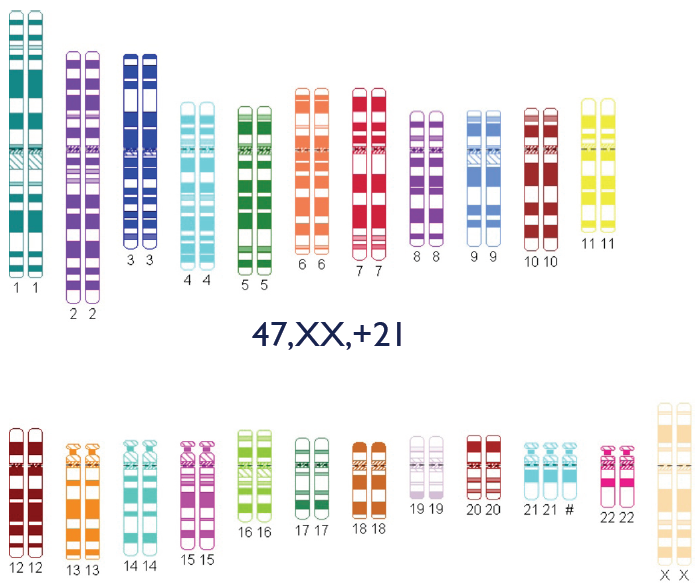

Una trisomia, en genètica, és l'existència d'un cromosoma extra en un organisme diploide. En comptes d'un parell homòleg de cromosomes és un triplet (2n + 1 cromosoma).
Els efectes de les trisomies van en paral·lel als de les monosomies. L'addició d'un cromosoma extra dona lloc a individus una mica més viables que en el cas de la pèrdua d'un cromosoma. La variació dels cromosomes sexuals del tipus trisomia té un efecte menys greu en el fenotip que les variacions autosòmiques. En l'espècie humana, l'addició d'un cromosoma extra X o Y a una dona o un home dona lloc a individus viables que presenten diverses síndromes, com la síndrome de Klinefelter, la síndrome del triple X o la síndrome del XYY. L'addició d'un autosoma gran a la dotació diploide té greus efectes i normalment és letal durant el seu desenvolupament.

## Diagnòstic
Les trisomies es poden detectar mitjançant observació citològica de la divisió meiòtica, ja que, hi ha tres còpies d'un dels cromosomes i les configuracions d'aparellament són normalment irregulars. En una regió donada al llarg del cromosoma només dos dels tres homòlegs poden establir sinapsis, encara que regions diferents del trio poden estar aparellades. Quan estan en sinapsis tres còpies d'un cromosoma, la configuració es denomina trivalent. En alguns casos, en lloc d'un trivalent es pot trobar un bivalent i un univalent (un cromosoma no aparellat) a la primera divisió meiòtica. Així, la meiosi produeix gàmetes amb una composició cromosòmica de (n + 1), que pot perpetuar la situació trisòmica.

## Tipus de trisomies

### Síndrome de Down

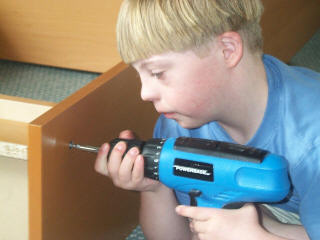
Nen amb Síndrome de Down

La síndrome de Down, descobert l'any 1866 en poder de John Langdon Haydon Down, és l'única trisomia autosòmica de l'espècia humana de la qual sobreviuen un nombre significatiu de persones afectades. La síndrome és conseqüència de la trisomia del cromosoma 21, pertanyent al grup G dels grups cromosòmics del cariotip humà, i es diu Síndrome de Down o trisomia del 21.
La incidència a escala mundial és aproximadament 1 de cada 700 naixements. Generalment, el risc va estretament relacionat amb l'edat de la mare. Segons els anys de la mare hi ha més o menys risc. Per exemple, mares de 25 anys la incidència és 1 de cada 1250 naixements, en mares de 30 anys és 1 per cada 1000 naixements, en mares de 35 anys és 1 per cada 400 naixements i en mares d'edat superior a 40 és d'1 per 100 naixements.
Per a detectar l'anormalitat cromosòmica durant el període prenatal es poden emprar l'amniocentesi i la biòpsia de vellositats coriòniques. Algunes alteracions sanguínies maternes poden suggerir la gestació d'un fill amb Síndrome de Down: nivells baixos d'alfa-fetoproteïna i nivells anormals de estriol no conjugat i gonadotropina coriònica humana.
L'anomalia cromosòmica causant de la majoria dels casos de síndrome de Down (95%) és la trisomia 21 lliure, la qual presenta tres còpies d'aquest cromosoma. Per tant, els pacients presenten 47 cromosomes en comptes de 46 (xifra normal del genoma humà) en totes les seves cèl·lules. Hi ha un altre tipus de Síndrome de Down, menys freqüents, en el qual els individus presenten alteracions cromosòmiques en certes cèl·lules de l'organisme i no en totes. Així doncs, apareix el mosaïcisme.
Generalment, els individus afectats per aquesta síndrome tenen uns trets físics i psicològics comuns.

#### Signes físics
Físicament, els individus diagnosticats de la Síndrome de Down tenen el cap arrodonit, talla baixa, nas petit, plec al costat dels ulls, llavis secs, boca, orelles i nas petits, mans petites i amples, hipotonia, etc.

#### Signes psicològics i intel·lectuals
A escala psicològica, presenten trets característics com: dificultats en l'atenció, comportament impulsiu, aprenentatge lent, etc. El seu quocient d'intel·ligència varia des de 20 fins a 60 però sota un programa d'intervenció i d'estimulació primerenca aquests individus poden arribar a un desenvolupament cognitiu significatiu.

#### Altres afectacions a nivell d'organisme
Els individus afectats per la Síndrome de Down, a més a més de presentar alteracions físiques i psicològiques, poden presentar alteracions en diversos òrgans. Algunes d'elles són: Demència, cataractes, apnees del son, hipotiroidisme, reflux gastroesofàgic, tendència a l'obesitat, leucèmia, infeccions respiratòries, luxació congènita de maluc, maluc inestable, etc. A nivell cardíac, entre un 46% i un 62% de les persones diagnosticades del Síndrome de Down, presenten alguna cardiopatia congènita que la majoria de vegades rquereix d'intervenció quirúrgica. Les patologies cardíaques més freqüents són: comunicació interventricular, persistència del conducte arteriós, canal auriculoventricular i comunicació interauricular.

### Síndrome de Patau
L'any 1960, Klaus Patau i els seus col·laboradors, van observar un nen amb greus malformacions del desenvolupament i un cariotip de 47 cromosomes. El cromosoma extra tenia una mida mitjana, un dels acrocèntrics del grup D, que ara s'anomena cromosoma 13. La trisomia del 13, que s'anomena síndrome de Patau (47, +13).
La incidència d'aquesta síndrome és d'1 per cada 12000 naixements. Un dels factors de risc més comuns és l'edat de la mare, com en la síndrome de Down, com més gran és la mare, més possibilitats d'aparició de la síndrome en el nadó. La mitjana de supervivència d'aquests nens és d'uns tres mesos. L'edat mitjana dels pares de nens afectats és major que la dels pares dels nens normals, però no és tan alta com l'edat mitjana materna en els casos de la Síndrome de Down. Aquest cas només ocorre en 1 de cada 19 000 naixements.

#### Característiques físiques
Els nens tenen una característica fissura llavi-palatina i polidactília, hipotonia muscular, ulls ajuntats i petits, absència de cabell, microcefàlia, criptorquídia, anomalies esquelètiques de les extremitats, convulsions, etc.

### Síndrome d'Edwards

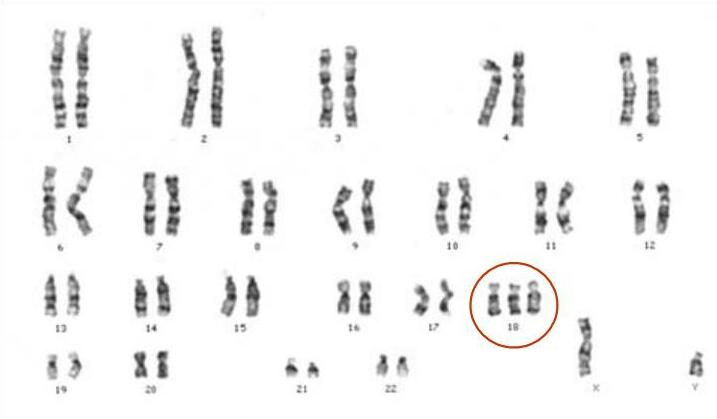
Trisomía del cromosoma 18

John H. Edwards i els seus col·laboradors van publicar el 1960 el cas d'un nen trisòmic per a un cromosoma del grup E, 6, que ara se sap és el cromosoma 18. Aquesta trisomia és causada per l'aparició d'una tercera còpia del cromosoma 18. La incidència és 1 de cada 6000 naixements. La mitjana de supervivència és de menys de quatre mesos. Generalment, la mort es produeix per fallada cardíaca o pneumònia.

#### Característiques físiques
Les característiques físiques de la síndrome d'Edwards són: naixement post terme, cames creuades, punys tancats, orelles d'implantació baixa, baix pes, microcefàlia, criptorquídia, etc.